# Rohožník (Malacky)
Rohožník je naseljeno mjesto u okrugu Malacky u Bratislavskom kraju u Slovačkoj.

## Stanovništvo
| Godina:     | 1993. | 2003.   | 2013.   | 2023.   |
| ----------- | ----- | ------- | ------- | ------- |
| Broj ljudi: | 3313  | 3441    | 3456    | 3551    |
| Razlika:    |       | +3,86 % | +0,43 % | +2,74 % |

| Godina:     | 2022. | 2023.   |
| ----------- | ----- | ------- |
| Broj ljudi: | 3564  | 3551    |
| Razlika:    |       | -0,36 % |

Prema podatcima o broju stanovnika iz 2023. godine naselje je imalo 3551 stanovnika.

## Vanjske poveznice
|  | Zajednički poslužitelj ima još gradiva o temi Rohožník (Malacky) |

- Službena stranica naselja (sl.)